# Remo nos Jogos Paralímpicos de Verão de 2012 - Skiff simples feminino
As competições de remo nos Jogos Paralímpicos de Verão de 2012 na modalidade skiff simples feminino foram disputadas entre os dias 31 de agosto e 2 de setembro no Lago Dorney em Londres.

## Medalhistas
| Ouro   | UKR Alla Lysenko     |
| Prata  | FRA Nathalie Benoit  |
| Bronze | BLR Liudmila Vauchok |

## Resultados
- A vencedora de cada eliminatória avança direto a final. As restantes disputam a repescagem.[3]

### Eliminatórias

#### Eliminatória 1
| Pos. | Atleta               | Tempo   | Notas |
| ---- | -------------------- | ------- | ----- |
| 1    | BLR Liudmila Vauchok | 5:40.21 | Q     |
| 2    | BRA Cláudia Santos   | 5:41.38 | R     |
| 3    | CAN Joan Reid        | 5:43.52 | R     |
| 4    | KOR Lee Jongrye      | 5:45.82 | R     |
| 5    | RSA Sandra Khumalo   | 6:02.38 | R     |
| 6    | HUN Monika Lengyel   | 6:31.85 | R     |

#### Eliminatória 2
| Pos. | Atleta              | Tempo   | Notas |
| ---- | ------------------- | ------- | ----- |
| 1    | UKR Alla Lysenko    | 5:29.99 | Q     |
| 2    | FRA Nathalie Benoit | 5:39.15 | R     |
| 3    | ISR Moran Samuel    | 5:45.47 | R     |
| 4    | POL Martyna Snopek  | 6:10.08 | R     |
| 5    | POR Filomena Franco | 6:31.10 | R     |
| 6    | JPN Mari Ohtake     | 6:44.67 | R     |

### Repescagem

#### Repescagem 1
| Pos. | Atleta             | Tempo   | Notas |
| ---- | ------------------ | ------- | ----- |
| 1    | ISR Moran Samuel   | 5:44.78 | Q     |
| 2    | BRA Cláudia Santos | 5:45.62 | Q     |
| 3    | POL Martyna Snopek | 6:13.00 | FB    |
| 4    | RSA Sandra Khumalo | 6:13.23 | FB    |
| 5    | HUN Monika Lengyel | 6:47.34 | FB    |

#### Repescagem 2
| Pos. | Atleta              | Tempo   | Notas |
| ---- | ------------------- | ------- | ----- |
| 1    | FRA Nathalie Benoit | 5:44.30 | Q     |
| 2    | CAN Joan Reid       | 5:49.77 | Q     |
| 3    | KOR Lee Jongrye     | 5:52.74 | FB    |
| 4    | POR Filomena Franco | 6:40.48 | FB    |
| 5    | JPN Mari Ohtake     | 7:02.53 | FB    |

### Finais

#### Final B
| Pos. | Atleta              | Tempo   | Notas |
| ---- | ------------------- | ------- | ----- |
| 1    | KOR Lee Jongrye     | 5:57.86 |       |
| 2    | RSA Sandra Khumalo  | 6:18.88 |       |
| 3    | POL Martyna Snopek  | 6:23.65 |       |
| 4    | POR Filomena Franco | 6:48.54 |       |
| 5    | JPN Mari Ohtake     | 6:50.67 |       |
| 6    | HUN Monika Lengyel  | 6:59.16 |       |

#### Final A
| Pos.              | Atleta               | Tempo   | Notas |
| ----------------- | -------------------- | ------- | ----- |
| Medalha de ouro   | UKR Alla Lysenko     | 5:35.29 |       |
| Medalha de prata  | FRA Nathalie Benoit  | 5:43.56 |       |
| Medalha de bronze | BLR Liudmila Vauchok | 5:47.54 |       |
| 4                 | BRA Cláudia Santos   | 5:47.86 |       |
| 5                 | ISR Moran Samuel     | 5:48.67 |       |
| 6                 | CAN Joan Reid        | 5:55.92 |       |

Legenda
| Recorde mundial      | Recorde mundial (World record)               |                       | Recorde africano                      | Recorde africano (African) |                                           | Q | Classificado por posição (Qualified) |
| Recorde paralímpico  | Recorde paralímpico (Paralympic record)      | Recorde da América    | Recorde da América (Americas)         | q                          | Classificado por melhor tempo (Qualified) |   |                                      |
| Melhor marca do ano  | Melhor marca do ano (World leading)          | Recorde asiático      | Recorde asiático (Asian)              | DNS                        | Não largou (Did not start)                |   |                                      |
| Recorde nacional     | Recorde nacional (National record)           | Recorde europeu       | Recorde europeu (European)            | DNF                        | Não terminou (Did not finish)             |   |                                      |
| Recorde pessoal      | Recorde pessoal do atleta (Personal best)    | Recorde da Oceania    | Recorde da Oceania (Oceania)          | DSQ / DQ                   | Desclassificado (Disqualified)            |   |                                      |
| Recorde da temporada | Recorde da temporada do atleta (Season best) | Recorde sul-americano | Recorde sul-americano (South America) | NM                         | Sem marca (No mark)                       |   |                                      |

### Remo
| S | Classificado(a) para as semifinais |    |                        | FA | Final A (disputa de medalhas) |  |  | FD | Final D (sem medalhas) |
| Q | Classificado(a) para as quartas    | FB | Final B (sem medalhas) | FE | Final E (sem medalhas)        |  |  |    |                        |
| R | Classificado(a) para a repescagem  | FC | Final C (sem medalhas) | FF | Final F (sem medalhas)        |  |  |    |                        |